# Юг (река)
Юг е голяма река в североизточната част на Европейска Русия, дясна съставяща на река Северна Двина. Дължината ѝ е 574 km, която ѝ отрежда 150-о място по дължина в Русия. Протича на територията на Вологодска и Кировска област.
Река Юг води началото си от западната част на възвишението Северни Ували в близост до село Каксур, Кичменгско-Городецки район на Вологодска област. В началото тече на юг по хълмиста равнина с множество завои и меандри. При село Дуниловски започва да завива на запад, а след това на север, като образува голяма, изпъкнала на юг дъга. След устието на река Шарженга (ляв приток) завива на североизток, коритото ѝ се разширява до 80 m, а завоите и меандрите се увеличават още повече. След районният център село Кичменгски Городок реката става още по-широка – до 100 m и навлиза в Кировска област. Тук Юг прави втора голяма дъга, този път изпъкнала на изток и отнова се връща във Вологодска област. При село Уст Алексеево завива на север, приема отдясно най-големият си приток река Луза и южно от град Велики Устюг се съединява с идващата отляво река Сухона и образува голямата река Северна Двина. В този последен участък ширината на реката достига 300 – 400 m, като образува голямо количество старици, меандри, протоци и острови.
Водосборният басейн на река Юг обхваща площ от 35 600 km2 и представлява 9,97% от водосборния басейн на река Северна Двина. Простира се на територията на Вологодска област, Кировска област и Република Коми.
Водосборният басейн на реката граничи със следните водосборни басейна:
- на север и североизток – водосборният басейн на река Вичегда (десен приток на Северна Двина);
- на югоизток, юг и югозапад – водосборният басейн на река Волга;
- на северозапад – водосборният басейн на река Сухона.

Река Юг получава множество притоци, от които 6 са дължина над 100 km: леви – Шарженга (183 km), Кичменга (208 km), Шарденга (108 km); десни – Ентала (121 km), Пушма (171 km), Луза (574 km, най-голям приток).
Подхранването на Юг е смесено, с преобладаващо снегово. Пълноводието ѝ е от април до юни. Средният годишен отток на 35 km от устието ѝ е 292 m3/s. Замръзва в края на октомври – първата половина на декември, а се размразява през април или началото на май.
Средномесечен отток на река Юг (m3/s) при село Гаврино (на 35 km от устието) от 1936 по 1988 г.
По течението на реката са разположени град Николск, село Кичменгски Городок и посьолок Кузино (в устието) във Вологодска област и посьолките Подосиновец и Демяново в Кировска област.
При пълноводие реката е достъпна за товарни кораби да град Николск, на 358 km от устието ѝ.